# هايدناو
هايدهناو (زاكسن) (بالألمانية: Heidenau) هي قرية و بلدة ألمانية تقع في ألمانيا في سويسرا السكسونية-جبال الخام الشرقية ‏. يقدر عدد سكانها بـ 16,695 نسمة .

## المدن التوأمة
مدن ترويسدورف، Benešov nad Ploučnicí و Lwówek Śląski هي مدن توأمة لـهايدهناو (زاكسن).